# Dreipunkt-Glanzeule
Die Dreipunkt-Glanzeule (Amphipyra tragopoginis), auch Dreipunkteule oder Bocksbarteule genannt, ist ein Schmetterling (Nachtfalter) aus der Familie der Eulenfalter (Noctuidae).

## Merkmale

### Falter
Die Falter erreichen eine Flügelspannweite von 35 bis 43 Millimetern. Die Vorderflügel sind glänzend braungrau bis rötlichgrau gefärbt. Zuweilen treten auch Exemplare mit fast schwarzer Färbung auf. Anstelle der Ringmakel zeigt sich ein schwarzer Punkt. Weitere zwei schwarze Punkte ersetzen die Nierenmakel. Die grauen Hinterflügel sind an der Basis leicht aufgehellt. Männliche Falter haben kurz gezähnte Fühler. Die Fühler der Weibchen sind fadenförmig.

### Ei, Raupe, Puppe
Das halbkugelige Ei ist mit deutlichen Längsrippen versehen, von denen aber nur wenige die Mikropylzone erreichen. Es verändert seine Farbe von zunächst bläulichgrün bis zu glänzend gelblichbraun.
Ausgewachsene Raupen haben eine grüne Färbung mit weißen oder gelblichen  Rücken- und Nebenrückenlinien sowie ebenso gefärbten Seitenstreifen.
Die gedrungene Puppe zeigt einen abwärts gebogenen Stachel sowie zwei Borsten am Kremaster.

### Ähnliche Arten
Bei den etwas kleineren Arten Amphipyra stix und Amphipyra tetra fehlen jeweils die schwarzen Punkte auf den Vorderflügeln.

## Geographische Verbreitung und Lebensraum
Die Dreipunkt-Glanzeule ist vom Mittelmeerraum bis jenseits des Polarkreises verbreitet. Die weitere Ausdehnung umfasst Nord- und Mittelasien sowie Westsibirien und Nordindien. Nach  Nordamerika wurde sie eingeschleppt. In Zentralasien ist die ssp.turcomana heimisch, die von einigen Forschern als eigenständige Art betrachtet wird. Die Dreipunkt-Glanzeule ist in einer Vielzahl von Lebensräumen anzutreffen, dazu zählen Waldränder, Wiesen, Moore, Heiden, Gärten und Parklandschaften.

## Lebensweise
Die Falter sind nachtaktiv und fliegen auch künstliche Lichtquellen sowie besonders gerne angelegte Köder an. Gelegentlich wurden sie beim Saugen an den Blüten von Schmetterlingsflieder (Buddleja davidii) oder Flatter-Binse (Juncus effusus) beobachtet. Ihre sehr lange Flugzeit umfasst die Monate Juli bis Oktober. Tagsüber ruhen die Falter zuweilen in großer Anzahl gemeinsam in Spalten von Bäumen. Die Raupen leben von Mai bis Juli und ernähren sich von vielen verschiedenen Pflanzen z. B. von Bocksbart (Tragopogon), Rittersporn (Delphinium), Steinklee (Melilotus), Labkraut (Galium), Löwenzahn (Taraxacum) oder Königskerzen (Verbascum). Die Art überwintert als Ei.

## Gefährdung
In Deutschland ist die Dreipunkt-Glanzeule weit verbreitet, zuweilen häufig und wird auf der Roten Liste gefährdeter Arten als nicht gefährdet eingestuft.